# Mario Morales (basket-ball)
Pour les articles homonymes, voir Mario Morales.
Mario Morales, né le 13 novembre 1957, est un joueur portoricain de basket-ball. Il évolue durant sa carrière au poste d'ailier.

## Palmarès
- Champion des Amériques 1980, 1989
- Finaliste du championnat des Amériques 1988, 1993
- Vainqueur des Jeux panaméricains de 1991